# Калкхорст
Калкхорст (њем. Kalkhorst) општина је у њемачкој савезној држави Мекленбург-Западна Померанија. Једно је од 91 општинског средишта округа Нордвестмекленбург. Према процјени из 2010. у општини је живјело 1.875 становника. Посједује регионалну шифру (AGS) 13058113.

## Географски и демографски подаци
Калкхорст се налази у савезној држави Мекленбург-Западна Померанија у округу Нордвестмекленбург. Општина се налази на надморској висини од 68 метара. Површина општине износи 51,9 km². У самом мјесту је, према процјени из 2010. године, живјело 1.875 становника. Просјечна густина становништва износи 36 становника/km².